# Pilosocereus brooksianus
Pilosocereus brooksianus là một loài thực vật có hoa trong họ Cactaceae. Loài này được (Britton & Rose) Byles & G.D. Rowley miêu tả khoa học đầu tiên năm 1957.